# Rafaël Govaerts
Rafaël Herman Anna Govaerts, född 1968, är en belgisk botaniker och taxonom. Han är anställd vid Royal Botanic Gardens, Kew och är huvudansvarig för World Checklist of Selected Plant Families.
Auktorsnamnet Govaerts kan användas för Rafaël Govaerts i samband med ett vetenskapligt namn inom botaniken; se Wikipediaartiklar som länkar till auktorsnamnet.